# Акерман, Натан
Натан А́керман (также Аккерман; англ. Nathan Ward Ackerman — Нейтэн Уард Акерман; 22 ноября 1908, Бессарабская губерния — 12 июня 1971, Нью-Йорк) — американский психиатр и психотерапевт, наиболее известный своими работами в области семейной психотерапии. Один из основоположников семейной психологии и психотерапии, иногда именуемый «отцом семейной психотерапии» (The Father of Family Therapy).

## Биография
Натан Акерман родился в 1908 году в Бессарабии в семье аптекаря Давида Акермана (?—1948) и домохозяйки Берты Гринберг (1883—1978). В 1912 году семья эмигрировала в США, где будущий психиатр окончил государственную школу в Нью-Йорке, а в 1933 году — медицинскую школу Колумбийского университета там же. После интернатуры в нью-йоркской больнице Монтефиоре, продолжил резидентуру в клинике и санатории Меннингера в Топике (штат Канзас), после окончания которой в 1935 году остался работать в ней же.
В 1937 году Натан Акерман был назначен главным психиатром клиники Меннингера, затем до 1951 года работал главным психиатром Еврейской попечительской коллегии в Нью-Йорке. В годы войны служил психиатром в Красном Кресте и в отделе научных исследований под руководством Макса Вертгеймера (1943). В послевоенные годы — профессор психиатрии Колумбийского университета.
Натан Акерман — автор ряда научных трудов по семейной психотерапии и прикладному психоанализу, среди которых «The Unity of the Family» (целостность семьи, 1938) и «Family Diagnosis: An Approach to the Preschool Child» (семейный диагноз: подход к детям дошкольного возраста, 1950), монографии «Anti-Semitism and Emotional Disorder: A Psychoanalytic Interpretation» (антисемитизм и расстройства эмоциональной сферы: психоаналитическая интерпретация, с Marie Jahoda, 1950; издание на испанском языке — «Psicoanalisis Del Antisemitismo», Буэнос-Айрес), «The Psychodynamics of Family Life: Diagnosis and Treatment of Family Relationships» (психодинамика семейной жизни: диагноз и лечение семейных взаимоотношений, 1958), «Prejudice, Mental Health and Family Life» (предрассудки, психическое здоровье и семейная жизнь, 1961), «Treating the Troubled Family» (лечение семейных расстройств, в 2-х тт., 1966), «Family process» (семейный процесс, 1970), «Family Therapy in Transition» (семейная психотерапия в переходный период, 1970), «The Strength of Family Therapy: Selected Papers of Nathan W. Ackerman» (успех семейной психотерапии: избранные труды Натана У. Акермана, 1982), а также несколько монографий в соавторстве с другими исследователями — «Exploring the Base for Family Therapy» (исследуя основания семейной психотерапии, 1961), «Expanding Theory and Practice in Family Therapy» (вклад в теорию и практику семейной психотерапии, 1967), «Jews and Divorce» (евреи и развод, 1968), «Marriage: For and Against» (брак: за и против, 1972).
В 1957 году Н. Акерман основал Клинику психического здоровья семьи (Family Mental Health Clinic) по эгидой Колумбийского университета в Нью-Йорке, которая после его смерти в 1971 году была преобразована в Институт семейной психотерапии Акермана (Ackerman Institute for the Family).